# Voetbal International
Voetbal International, parfois abrégé en VI, est un magazine de football hebdomadaire néerlandais créé en août 1965.
Le magazine appartient depuis 2019 à Digital Enterprises.

## Histoire
Le magazine est fondé en 1965 à l'initiative de Cees Roozemond en collaboration avec le directeur de Het Vrije Volk.
Le 2500e numéro a été publié le 9 octobre 2013. 

## Émission de télévision
En raison d'un partenariat, une émission de télévision portait le nom du magazine de 2008 à 2015.